# Santa Crescenziana
Il titolo cardinalizio di Santa Crescenziana (Crescentianae) appare fin dal sinodo romano del 1º marzo 499. Probabilmente corrispondeva alla Basilica Crescenziana, che il Liber Pontificalis menzionava come fondata da papa Anastasio I. Sia il Duchesse sia il Kirsch sono d'accordo nell'affermare che questo titolo è stato assorbito da quello di San Sisto. Secondo il Cristofori, il titolo fu soppresso intorno al 600 da papa Gregorio I.

## Titolari
- Bono (494)